# Ernst Pistulla
Ernst Pistulla est un boxeur allemand né le 28 novembre 1906 à Goslar et mort le 14 septembre 1944 en Russie.

## Carrière
Champion d'Allemagne de boxe amateur en 1928 dans la catégorie mi-lourds, il remporte la médaille d'argent aux Jeux d'Amsterdam en 1928 dans cette même catégorie. Après avoir battu Leon Lucas, William Murphy et Karel Miljon, Pistulla s'incline en finale contre l'argentin Victor Avendano.
Il passe professionnel l'année suivante et s'illustre en devenant champion d'Allemagne des mi-lourds en 1930 et champion d'Europe EBU en 1931. Ernst Pistulla met un terme à sa carrière en 1935 sur un bilan de 28 victoires, 7 défaites et 6 matchs nuls.

## Palmarès

### Jeux olympiques
- Jeux olympiques de 1928 à Amsterdam[1] (poids mi-lourds)